# Naoki Shimura
Naoki Shimura (japanisch 志村 直紀 Shimura Naoki; * 27. November 1941 in Sapporo) ist ein ehemaliger japanischer Skispringer.

## Werdegang
1964 nahm er an den Wettkämpfen der Olympischen Winterspiele in Innsbruck teil. Im Wettbewerb von der Normalschanze belegte er den 40. Platz, auf der Großschanze wurde er 37.
Im Februar 1962 nahm er an der Nordischen Skiweltmeisterschaft teil. Im Sprungwettbewerb auf der K-90-Schanze belegte er den 46. Platz, auf der K-60-Schanze belegte er den 32. Platz.